# Anhalt-Zerbst
Anhalt-Zerbst là một huyện cũ ở Saxony-Anhalt, Đức. Các đơn vị giáp ranh (từ phía bắc theo chiều kim đồng hồ) là:  các huyện Potsdam-Mittelmark (Brandenburg) và Wittenberg, thành phố Dessau và các huyện Köthen, Schönebeck và Jerichower Land.

## Lịch sử
Huyện như ngày nay được lập vào năm 1994 thông qua việc sáp nhập các huyện Zerbst và Roßlau với một số khu vực của huyện Gräfenhainichen. Ranh giới gần trùng với công quốc cổ.

## Các thị xã và đô thị
| Thị xã              | Verwaltungsgemeinschaften |
| ------------------- | --- |
| 1. Roßlau 2. Zerbst | 1. Coswig (bao gồm cả thị xã Coswig) 2. Elbe-Ehle-Nuthe (bao gồm cả thị xã Lindau và Loburg) 3. Wörlitzer Winkel (bao gồm cả thị xã Oranienbaum và Wörlitz) |